# پیتر اچ. راون
پیتر اچ. راون (انگلیسی: Peter H. Raven؛ زادهٔ june ۱۳, ۱۹۳۶ (۸۸ سال)) دانشمند در زمینه اهل ایالات متحده آمریکا است.
وی همچنین برندهٔ جوایزی همچون نشان ملی علوم و کمک‌هزینه گوگنهایم شده‌است.